# Lista de curtas-metragens com temática LGBT de 2019
Esta é uma lista de curtas-metragens que contém personagens e/ou temática lésbica, gay, bissexual, ou transgênera que foram lançados em 2019.
| Título                                                                          | Direção                              | País               | Gênero                      | Elenco | Anotações |
| ------------------------------------------------------------------------------- | ------------------------------------ | ------------------ | --------------------------- | --- | --- |
| 2064                                                                            | Joseph A. Adesunloye                 | Botsuana, Zimbábue | Drama, Ficção Científica    | Thabo Rametsi, Donald Molosi                                                                                   | Primeiro filme de temática LGBT de Botsuana, mostra o amor entre dois homens em uma África distópica                              |
| Aline                                                                           | Simon Guélat                         | Suíça, França      | Drama                       | Anthony Vuignier, Bastian Verdina, Jocelyne Desverchère, Paulin Jaccoud, Schemci Lauth                         | Todas as noites um rapaz escapa de casa para encontrar outro, que tem o mesmo nome do herói de seu livro favorito                 |
| Aquele Casal                                                                    | William De Oliveira                  | Brasil             | Drama                       | Luiz Bertazzo, Helmann Padilha, Cinara Vitor, Vinicius Sant, Igor Kierke, Patrícia Cipriano                    | Depois de ser vítima de um violento ataque homofóbico, um casal tenta superar o trauma                                            |
| I apostasi anamesa ston ourano ki emas (Η απόσταση ανάμεσα στον ουρανό κι εμάς) | Vasilis Kekatos                      | Grécia, França     | Drama                       | Ioko Ioannis Kotidis, Nikos Zeginoglou                                                                         | Dois estranhos se encontram em um posto de gasolina Ganhador da Palma de Ouro de curta-metragem no Festival de Cannes de 2019     |
| Ayaneh                                                                          | Nicolas Greinacher                   | Suíça              | Drama                       | Mo Ahmadi, Afsaneh Dehrouyeh, Ladina von Frisching, Mithra Zahedi                                              | Uma jovem refugiada afegã conhece e se sente atraída por outra mulher em uma piscina pública                                      |
| Baltringue                                                                      | Josza Anjembe                        | França             | Drama                       | Alassane Diong, Yoann Zimmer, Emile Fofana, Nacima Bekthaoui, Miglen Mirtchev                                  | Um homem prestes a sair da cadeia conhece um jovem presidiário no início de sua sentença                                          |
| A Battle in Waterloo                                                            | Emma Moffat                          | Reino Unido        | Histórico, Ação, Drama      | Jessie Buckley, Sophia Brown, Alistair Petrie, Samantha Spiro, Philippe Spall, Sope Dirisu                     | Durante a Batalha de Waterloo, a esposa de um soldado procura por seu marido desaparecido                                         |
| Boldly Go                                                                       | Christopher Cosgrove                 | Austrália          | Drama, Comédia, Fantasia    | Adam Sollis, Nicolai Lafayette                                                                                 | Quando o homem que gosta começa a flertar com ele em uma festa, um jovem precisa revelar um segredo sobre seu corpo               |
| Carne                                                                           | Camila Kater                         | Brasil, Espanha    | Animação, Documentário      | Helena Ignez, Rachel Patricio, Larissa Rahal, Valquiria Rosa, Raquel Virginia                                  | |
| Chromophobie                                                                    | Bassem Ben Brahim                    | Tunísia            | Animação, Drama             | | Segue a vida de um homem gay na Tunísia, desde sua infância                                                                       |
| A Cohort of Guests                                                              | Todd Sandler                         | EUA                | Drama                       | Sarah Drew, Kelly McCreary, Jasika Nicole, Drew Rausch, Danielle Savre, Brandon Scott                          | A festa de jantar de um grupo de amigos é interrompida por um convidado inesperado                                                |
| Crypsis                                                                         | Christopher Mcgill                   | Reino Unido        | Drama                       | David Souk | Um refugiado africano gay procura por asilo na Escócia e precisa provar o perigo que ele corre em seu país de origem              |
| Depois Daquela Festa                                                            | Caio Scot                            | Brasil             | Drama                       | Lucas Drummond, Mel Carvalho, Charles Fricks                                                                   | Um jovem vê seu pai beijar outro homem em uma balada                                                                              |
| Deep Clean                                                                      | David Wilson                         | Reino Unido        | Comédia                     | Harry Clayton-Wright                                                                                           | Um divo doméstico não vai parar até que a casa inteira esteja limpa                                                               |
| Denim                                                                           | Daryen Ru, Lucas McGowen             | EUA                | Drama                       | Jazz Jennings, Noah Galvin, Yasmine Al Massri, Myles Clohessy, Xian Mikol, Walter Masterson                    | Uma jovem trans tem sua identidade exposta por uma rival de escola                                                                |
| Dominant Species                                                                | Joseph Sackett                       | EUA                | Ficção Científica           | Julian Elijah Martinez, Colby Minifie, Will Seefried, Justin Chia, Julian Cihi, Marchánt Davis                 | 10 alienígenas em corpos humanos aprendem a serem homens                                                                          |
| Drifting (漂流)                                                                 | Hanxiong Bo                          | EUA, China         | Drama                       | Sanming Han, Jiali Wang, Junxiong Wang, Bowen Hu                                                               | Um adolescente suburbano chinês expressa seus sentimentos ao fazer drifts com o táxi de seu pai                                   |
| Educated                                                                        | Tom Nicoll                           | Reino Unido        | Drama                       | Silvie Furneaux, Stephen McMillan, Jamie Michie                                                                | Um estudante isolado precisa decidir o que fazer com o estranho relacionamento entre ele e um professor aparentemente benigno     |
| Em Caso de Fogo                                                                 | Tomás Paula Marques                  | Portugal           | Drama                       | Carolina Ferreira, Constança Rosa, Hugo Carvalho, Duarte Lopes, Pedro Baptista, Hugo Leitão                    | Um jovem de uma cidade rural é atormentado pela memória de um crime de ódio cometido contra outro garoto, de quem ele era próximo |
| Encuentro                                                                       | Iván Löwenberg                       | México             | Drama                       | Magda Vizcaíno, Hoze Meléndez, Martha Claudia Moreno, Lety Gómez, Raul Askenazi, Martin Saracho                | Uma idosa lésbica vivendo com sua parceira de muitos anos conhece um jovem gay de família conservadora                            |
| Entre                                                                           | Ana Carolina Marinho, Barbara Santos | Brasil             | Drama, Romance              | Daniela Evelise, Anna Zêpa, Rudifran Pompeu                                                                    | Separadas por um veio poluído do rio Tietê, duas mulheres se relacionam entre suas janelas                                        |
| A Family Affair                                                                 | Florence Keith-Roach                 | Reino Unido        | Comédia, Drama              | John Standing, Thalissa Teixeira, Kwami Odoom, Florence Keith-Roach                                            | Uma mulher aprende lições inesperadas sobre a vida e cria um poderoso laço com uma estranha no seu aniversário de 30 anos         |
| Forever 17 (推開世界的門)                                                       | Kit Hung                             | Hong Kong          | Drama, Romance              | Clifford Tsang Man Wai, Li Ying To, Juno Leung, Ko Hon-Man, Sam Ho Hing                                        | Após a morte de seu marido de 40 anos, um homem revive as memórias de sua vida juntos toda vez que arruma a cama                  |
| The Glamorous Boys of Tang                                                      | Su Hui-Yu                            | Taiwan             | Fantasia                    | Parrot Caille, Hsu-Wei Huang, Meng-Shin Kuo, Alphonse Perroquet, Popcorn, Pei-Ting Wu                          | Uma reimaginação das cenas perdidas do filme cult taiwanês Tang Chao Chi Li de 1985                                               |
| Le graffiti                                                                     | Aurélien Laplace                     | França             | Comédia                     | Fabrice Archirel, François Berland, Christian Bujeau, Hugo Malpeyre                                            | Uma cidade fica estupefata quando alguém picha um monumento histórico                                                             |
| GUO4                                                                            | Peter Strickland                     | Hungria            | Drama, Experimental         | Csaba Molnár, Gyula Muskovics                                                                                  | Um confronto entre dois nadadores em um vestiário                                                                                 |
| Hard Shadow                                                                     | Neda Khanifar                        | Irã                | Drama                       | Amirhosein Saghafi                                                                                             | O encontro de uma mulher trans não vai de acordo com seus planos                                                                  |
| Have We Met Before?                                                             | Oliver Mason                         | Reino Unido        | Documentário, Drama         | Pierre Emö, Stanton Plummer-Cambridge, Hannah Almond, Jayson Benovichi Dicken, David Frias-Robles              | Docudrama que mostra as diferentes maneiras que homens gays se encontram desde os anos 70                                         |
| O Henrique Cimento de Golias                                                    | Luís Magina                          | Portugal           | Musical                     | Tadeu Faustino, João Santos Silva, Tiago Amorim, Maria Eiriz, Inês Luís                                        | [ 28 ] |
| How to Make a Rainbow                                                           | Ryan Maxey                           | EUA                | Documentário                | Alaizah Martinez, Jade Phoenix Martinez, Harper Fernandez, Shea O'Brien                                        | Segue uma mãe trans nos primeiros estágios de sua transição de gênero e sua filha pequena                                         |
| I'll End Up in Jail                                                             | Alexandre Dostie                     | Canadá             | Drama, Crime                | Joseph Delorey, Martine Franckeas Maureen, Stéphane F. Jacques, Marine Johnson, Christian Lohez, Jimmy Michaud | Uma dona de casa se envolve em um acidente de carro mortal onde ninguém quer assumir culpa                                        |
| Infinito Enquanto Dure                                                          | Akira Kamiki                         | Brasil             | Romance                     | Michel Pereira, Julio Aracack, Paulo Ernesto, Lisi Andrade                                                     | Um jovem assexual se apaixona por um rapaz, mas precisa superar as diferenças entre eles para ficarem juntos                      |
| Jeremiah                                                                        | Kenya Gillespie                      | EUA                | Drama                       | Josh Kim, Cameron Oefinger, Alan Trong as Jeremiah                                                             | Um adolescente jogador de futebol americano tem que confrontar seus medos após um encontro com uma figura misteriosa              |
| Kiss Of The Rabbit God (兔兒神)                                                 | Andrew Thomas Huang                  | EUA                | Fantasia, Mistério, Romance | Jeff Chen, Teddy Lee, Heidi Luo                                                                                | Um jovem chinês-americano trabalha em um restaurante e se apaixona por um deus que o visita todas as noites                       |
| Konfirmanden                                                                    | Marie-Louise Damgaard Nielsen        | Dinamarca          | Drama                       | Ellen Hillingsø, Justin Geertsen, Paw Terndrup, Torben Zeller, Christiane Rohde, Jesper Aron Kaplan            | Um garoto trans se apresenta como homem no dia de sua crisma, o que espanta alguns convidados e sua mãe                           |
| Minha História é Outra                                                          | Mariana Campos                       | Brasil             | Documentário                | | Examina o amor entre mulheres negras                                                                                              |
| Take Me to Prom                                                                 | Andrew Moir                          | Canadá             | Documentário                | | Segue a evolução da aceitação da comunidade LGBT na sociedade ao pedir que pessoas queer falem sobre suas festas de graduação     |
| Zapatos de tacón cubano                                                         | Julio Mas Alcaraz                    | Espanha            | Drama                       | Alicia Sánchez, Elio Toffana, David Gaitán, Pedro Puente, Julia Menéndez, Cristina Gil Fernández               | Segue dois adolescentes de um bairro marginal de Madrid                                                                           |